# Samian
Samian, de son vrai nom Samuel Tremblay, né le 11 juillet 1983 à Amos, au Québec est un rappeur et acteur canadien de la Première Nation Abitibiwinni. Il rappe à la fois en français et en anishinaabemowin,. C'est au Québec qu'il commence sa carrière, puis son succès l'amène à offrir des prestations dans de nombreuses villes canadiennes, d'un océan à l'autre. Il se fait aussi connaître sur la scène internationale ce qui lui permet entre autres de se produire en Europe, en France, en Espagne et en Finlande, mais aussi sur le continent asiatique, en Chine.

## Biographie

### Débuts
Samian est né à Amos et a grandi dans la communauté de Pikogan en Abitibi-Témiscamingue ainsi que dans plusieurs villes du Québec. Son père est Québécois et sa mère Manon, métisse-algonquine. Sa grand-mère maternelle est algonquine et son grand-père est Québécois. D'ailleurs, il porte le nom de son grand-père maternel, Tremblay. Il se fait d'abord remarquer en participant au projet cinématographique Wapikoni en 2004, puis se produit sur scène avec le groupe rap québécois Loco Locass.
En 2005, Samian collabore à plusieurs projets avec l'Office national du film du Canada, le ministère des Affaires indiennes et le Réseau de télévision des peuples autochtones. Il est également sollicité pour l'écriture de textes pour des campagnes de prévention du décrochage scolaire, du SIDA et des problèmes liés au jeu compulsif. En 2006, il remporte le premier prix du meilleur vidéoclip lors du Festival des peuples autochtones unis à Pau en France, pour son clip Courage. Lors de ce festival, il assure la première partie de Florent Vollant du groupe Kashtin. Il est le premier musicien à chanter tant en français qu'en anishinaabemowin. Il est une inspiration pour nombre de jeunes autochtones. Sa popularité est grandissante depuis sa révélation au Festival Voix d'Amériques. La même année, il fait la rencontre d'Anodajay et il écrit la chanson La Paix des Braves; elle fait référence à l'accord de la Paix des Braves, qui deviendra son premier single et qui le fera connaître du grand public québécois. Le groupe Loco Locass invite Samian à interpréter sa chanson sur la scène de la Place des Arts de Montréal, lors de l'événement Loco Locass Symphonique.
Samian lance son premier album, Face à soi-même le 13 novembre 2007. La même année, il est l'un des portes-parole lors du Forum social québécois avec Paul Piché et Raoul Duguay. Ses textes évoquent la situation inquiétante de la jeunesse autochtone et mettent de l'avant la nécessité de réconcilier les Premières Nations et le peuple québécois. Lors de la fête nationale du Québec du 24 juin 2008, Loco Locass et Samian interprètent La paix des Braves devant des dizaines de milliers de spectateurs rassemblés au parc Maisonneuve et des millions à la télévision.

### Depuis 2010
Le 25 février 2010, Samian signe, avec 500 artistes, l'appel pour appuyer la campagne internationale de Boycottage, Désinvestissement et Sanctions contre l'apartheid israélien. Le 2 mai 2010, il passe à l'émission Tout le monde en parle animée par Guy A. Lepage, défendant que la langue algonquine était en voie de disparition et qu'il fallait faire quelque chose pour la protéger. Toujours en 2010, le 4 mai, il publie son deuxième album studio, Face à la musique qui contient une reprise en version hip-hop de la chanson Tshinanu de Kashtin.
Le 4 août 2011, Samian donne un concert au Festival Présence Autochtone à Montréal à la Place des Festivals, où il fait intervenir plusieurs invités dont Loco Locass et Kathia Rock. Cet artiste s'oppose également au plan nord élaboré par le gouvernement de Jean Charest alors en poste. Le 5 août 2014, il publie son troisième album Enfant de la Terre. En décembre 2014, il participe au Show du refuge animé par Dan Bigras dans lequel il interprète un duo mémorable avec la chanteuse d'opéra Marie-Josée Lord.
En 2015, son premier recueil de poésie La plume d'aigle est publié par la maison d'édition Mémoire d'encrier. Dans ces pages, il rend hommage aux Ancêtres.
Le 16 juillet 2015, Samian fait partie de la programmation du festival d'été de Québec sur la scène principale des plaines d'Abraham où il joue en première partie de De La Soul et IAM.
En juillet 2016, en conflit avec son producteur de spectacle Disques 7ème ciel, Samian annonce qu'il se retire temporairement de la scène.
En 2016, Samian publie un livre de photographies intitulé Enfants de la terre,.
En 2017, il tient le rôle d'un archéologue dans le film Hochelaga, terre des âmes de François Girard .
En 2019, il anime l'émission En marge du monde sur les ondes de TV5 Québec Canada.
En 2021, il ouvre sa maison de production de disques nommée Nikamo Musik ce qui signifie « chante » en algonquin.
En 2022, il prête ses traits au personnage de Mathieu dans le film L'inhumain de Jason Brennan, un thriller aux accents de film d'horreur inspiré de la légende autochtone du Wendigo, pour lequel il remporte le prix du meilleur acteur au American Indian Film Festival.
Depuis le 27 août 2022, Samian anime Minotan!, une émission hebdomadaire sur les ondes de ICI Musique consacrée à la musique autochtone.

## Filmographie

### Cinéma
- 2013 : Roche Papier Ciseaux : Boucane
- 2016 : Chasse-Galerie : La légende : Jean Jean
- 2017 : Hochelaga, terre des âmes : Baptiste Asigny
- 2021 : Bootlegger
- 2022 : L’inhumain

### Télévision
- 2015 : 30 vies : Ismail Walid
- 2016 : Blue Moon : Louis Naud
- 2022: Aller simple : Éli Mandokan
- 2022 : Pour toi Flora : Jean-Charles Dumont[18]
- 2023 : Savoirs Légendaires

## Distinctions

### Prix
- 2022 : American Indian Film Festival - best actor - L'inhumain[16]
- 2022 : Teweikan - Musique d'expression moderne[19]

### Nominations
- 2022 : Gala de l'ADISQ - Artiste autochtone de l'année[20]
- 2022 : Gala de l'ADISQ - Album de l'année - langues autochtones[21]